# ناحية مشتى الحلو
ناحية مشتى الحلو إحدى نواحي سوريا تتبع إداريّاً لمحافظة طرطوس منطقة صافيتا ومركزها بلدة مشتى الحلو، بلغ تعداد سكان الناحية 12,577 نسمة حسب التعداد السكاني لعام 2004.

## بلدات وقرى ناحية مشتى الحلو
كفرون حيدر، بقطو، بصيرة، البطار، بيت عركوش، بسماقة، بصرصر، عين اللبني، حفة الموارنة، حكر كابر، عيناتا، جنين، الكفرون، كفرون بدرة، مهيري الموارنة، مهيرى الروم، مشتى الحلو، مليحة دوير الملوعة، نبع كركر، وادي المجاوي.